# Mirek Baranski
Mirek Baranski, polnisch Mirosław Barański, (* 27. Juli 1959 in Tolkmicko bei Elbing) ist ein polnischer, in Wien lebender römisch-katholischer Priester, Keramikkünstler und Grafiker.

## Leben
Baranski legte im Gymnasium für bildende Kunst in Gdynia-Orłowo die Matura ab. Im Jahr 1987 absolvierte er die Päpstliche Akademie für Theologie in Krakau. Im selben Jahr wurde er in Krakau zum Priester geweiht. Seit 1997 ist er in Wien als Lehrer und Seelsorger tätig. Von 2006 bis 2007 war er Kaplan in Maria Treu und seit 2008 ist er Pfarrer in der Piaristenkirche Maria Treu (Wien).
Er ist ein vielseitiger Künstler; neben Keramikkunst gilt sein Interesse der Malerei, der Grafik und der Buchillustration. Seine Arbeiten stellte er in München, Valencia, Osaka, Krakau, Katowice, Wien und im österreichischen Schloss Thürnthal aus. Im Jahr 2001 nahm er am Keramik-Workshop in Nowy Wiśnicz und ein Jahr später am Internationalen Keramik- und Skulpturenworkshop in Bolesławiec (dt. Bunzlau, Niederschlesien) teil. Im Jahr 2007 stellte er seine Werke bei der Internationalen Ausstellung Prag Contemporary Ceramic Art aus.
Er ist Initiator und Veranstalter sowie künstlerischer Kurator und teilnehmender Künstler der Internationalen Ausstellungsreihe „Keramikkunst aus Mittel- und Osteuropa“ im Kunstforum Piaristen. Dort wurden in den Jahren 2003, 2005, 2007, 2009 und 2013 Werke bedeutender Keramikkünstler aus Österreich, Tschechien, Polen, Ungarn, der Ukraine, Spanien, Taiwan und Mexiko dem Wiener Publikum präsentiert. Seine vorläufig letzte Einzelausstellung fand im Dezember 2011 im Kunstforum Piaristen in Wien statt.
Er ist Mitglied des Verband der Polnischen Bildenden Künstler ZPAP.